# Prosuberites epithytum
Prosuberites epithytum är en svampdjursart som först beskrevs av de Lamarck 1815.  Prosuberites epithytum ingår i släktet Prosuberites, och familjen Suberitidae. Arten är reproducerande i Sverige.